# Magic Great Danes
I Magic Great Danes sono stati una società cestistica avente sede a Copenaghen in Danimarca, esistita tra il 1999 ed il 2002. La società dei Great Danes venne fondata per permettere ai giocatori danesi di partecipare al torneo internazionale della Lega NEBL. La gestione fu condivisa nella sua stagione di esordio (1999-2000) dai tre club che nella stagione precedente erano al vertice della classifica della Danmarks Basketball Forbund (DBBF, lega cestistica danese). I tre club erano Bakken Bears, SISU e Horsens IC.
Nel 2000 fu sponsorizzata e presieduta da Magic Johnson, che disputò inoltre 2 incontri. I Magic Great Danes si sciolsero al termine della stagione 2001-2002, dopo la conclusione del rapporto con Johnson, L'impegno con Magic Johnson si è concluso nel dicembre 2001, il quale dichiarò dopo l'attacco terroristico dell'11 settembre 2001 di non avere intenzione di volare in Europa.